# Operation Eichmann
Operation Eichmann to amerykański niezależny dramat filmowy z 1961 roku, napisany przez Lestera Cole'a (znajdującego się na tzw. "Czarnej liście Hollywood") oraz wyreżyserowany przez R.G. Springsteena.